# Hamilkar Barka
Hamilkar Barka, kartažanski general in državnik, * 270 pr. n. št., † 228 pr. n. št.
Znan je kot oče Hanibala in Maga Barka ter Hasdrubala Barke in tast Hasdrubala Lepega.

## Sicilija
Odlikoval se je med prvo punsko vojno 247 pr. n. št., ko je prevzel glavno poveljstvo nad Sicilijo v času, ko je bil otok popolnoma v rimskih rokah. Z majhno najemniško vojsko se je izkrcal na severozahodnem delu Sicilije in zasedel pomemben položaj na vrhu blizu Palerma. Ne le da se je uprl vsem napadom, ampak je napade izvajal vse do obale južne Italije.
Leta 244 pr. n. št. je svojo vojsko premaknil na podoben položaj na pobočjih Monte Eryxa, od koder je lahko podpiral oblegano garnizijo v mestu Drepana (Trapani). V skladu z mirovnimi pogoji iz 241 pr. n. št. so Hamilkarjeve nepremagljive sile lahko zapustile Sicilijo brez predaje.

## Najemniška vojna
Po vrnitvi v Afriko so njegove čete začele vojno, imenovano Najemniška vojna, ko jim Hamilkarjevi nasprotniki niso hoteli plačati obljubljenega. Do takrat so bili ti najemniki pod Hamilkarjevim osebnim poveljstvom in z obljubo dobrega plačila. Kartagina se je zaradi najemniške vojne znašla v težkem položaju. Vlada ni imela druge izbire, kot da na čelo vojske postavi Hamilkarja Barko. Z osebnim vplivom na najemnike in okoliška afriška plemena ter z močno strategijo mu je uspelo zatrti upor 237 pr. n. št..

## Osvajanja v Španiji
Po tem uspehu je bil Hamilkar Barca izjemno priljubljen, tako da njegovi nasprotniki niso mogli preprečiti njegovega vzpona do skoraj avtokratske vladavine. Da bi nadomestil izgubo Sicilije in Sardinije v prvi punski vojni, je rekrutiral in usposobil novo vojsko, ki jo je na lastno odgovornost vodil na ekspediciji v Španijo leta 236 pr. n. št. V Španiji je nameraval ustvariti novo cesarstvo in novo oporišče, iz katerega bi nekega dne začel maščevalno kampanjo proti Rimu.

## Pomen
V osmih letih si je z orožjem in diplomacijo zagotovil velika ozemlja v Španiji, vendar mu je prezgodnja smrt leta 228 pr. n. št. preprečila dokončanje osvajanj. Hamilkar je bil daleč boljši od vseh v Kartagini, tako vojaško kot diplomatsko ter v domoljubju. V tem ga je prekosil le njegov sin Hanibal, ki mu je vcepil sovraštvo do Rima in ga izšolal za svojega naslednika.
Včasih ga zamenjujejo z drugim Hamilkarjem, prav tako kartažanskim generalom.